# Ruská Mokrá
Ruská Mokrá (ukrajinsky Ру́ська Мо́кра, maďarsky Oroszmokra) je obec v okrese Ťačiv v Zakarpatské oblasti na Ukrajině. V roce 2025 zde žilo 2016 obyvatel.
Ruská Mokrá leží na březích říčky Mokrjanky, okolo silnice z Koločavy do Usť-Čorné, asi 8 km jihovýchodně od Německé Mokré. Na území obce je pět minerálních pramenů.

## Historie
Vzhledem k tomu, že zde v létě bývaly časté dešťové srážky, pojmenovali původní obyvatelé (Rusíni) vesnici Ruská Mokrá a přilehlou řeku Mokrjanka. První písemná zmínka pochází z roku 1638. V roce 1775 byla obec dosídlena Němci. V roce 1922 iniciovala česká vláda stavbu úzkokolejné dráhy podél obce, která se protáhla o dalších 18 km za sousední vesnici Německá Mokrá. Za první republiky byl nejbližší obecní notariát a četnická stanice v Německé Mokré. V roce 1942 zde začaly přípravné práce na stavbě obranné linie zvané „Arpádova linie“. V letech 1998 a 2001 byla zde a v sousední Německé Mokré velká povodeň.